# Бобруйський район
Бобруйський район (біл. Бабруйскі раён) — адміністративно-територіальна одиниця Могильовської області Білорусі. Адміністративний центр району — місто обласного підпорядкування Бобруйськ. Населення — 20,7 тисяч чоловік.

## Географічне розташування
Район розташований в південно-західній частині області за 110 км від міста Могильова і за 150 км від міста Мінська. Площа району становить 1,6 тисяч км². Межує з Глуським, Осиповицьким, Кіровським районами Могильовської області; Рогачовським, Свєтлогорським, Жлобінським і Октябрським районами Гомельської області. Протяжність району з півночі на південь — 46 км, із заходу на схід — 65 км.

## Адміністративний поділ
В адміністративному відношенні район поділений на 12 сільських та одну селищну Ради. Всього на території району розташовано 217 населених пунктів.

## Особистості
В районі народились:
- Аврамчик Микола Якович (1920—2017) —  білоруський поет, письменник, перекладач (село Плеси).
- Болбас Олександр Карпович — Герой Радянського Союзу (село Слободка).
- Гайшун Іван Васильович (1946—2018) — білоруський математик (село Петровичі).
- Дятлов Олесь (* 1936) — білоруський письменник (село Турки).
- Широкий Феофан Сергійович — генерал-майор авіації (село Михальово).